# Szlovákia az Eurovíziós Dalfesztiválokon
Szlovákia eddig hét alkalommal vett részt az Eurovíziós Dalfesztiválon.
A szlovák műsorsugárzó 2024 óta a Slovenská televízia a rozhlas, amely még STV-ként 1993-ban, majd 2012-ben Rozhlas a televízia Slovenska-ként lett tagja az Európai Műsorsugárzók Uniójának, és 1994-ben csatlakozott a versenyhez.

## Története

### Évről évre
Szlovákia már az 1993-as Eurovíziós Dalfesztiválra is jelentkezett, de ekkor a csatlakozni kívánó kelet-európai országok számára Kvalifikacija za Millstreet néven tartottak egy elődöntőt Ljubljanában, hét ország részvételével. A Szlovákiát képviselő Elán a negyedik helyen végzett, és csak az első három jutott tovább.
1994-ben vehettek részt először a nemzetközi döntőn, de az 1993 és 2003 között érvényben lévő kieséses szabály értelmében mindegyik szereplés után ki kellett hagyniuk egy évet a rossz eredmények miatt, és 1998 után az STV a visszalépés mellett döntött.
Tíz évvel később, 2008-ban jelentkeztek ismét a versenyre, de pénzügyi okok miatt akkor nem vettek részt. Végül 2009-ben tért vissza Szlovákia, de a következő négy évben nem sikerült kvalifikálniuk magukat a döntőbe.

### Nyelvhasználat
Szlovákia 1994-es debütálásakor még érvényben volt a nyelvhasználatot korlátozó szabály. Ennek értelmében indulóiknak az ország hivatalos nyelvén, vagyis szlovák nyelven kellett énekelniük.
Ezt a szabályt 1999-ben eltörölték, tehát 2009-es visszatérésükkor már szabadon megválaszthatták milyen nyelven énekelnek. Ők ezt követően is a szlovák nyelv mellett döntöttek, majd 2011-ben először küldtek angol nyelvű dalt.
Eddig Szlovákia hét dalából öt szlovák nyelvű, kettő pedig angol nyelvű volt.

### Nemzeti döntő
Szlovákiában nem alakult ki hagyományos, minden évben megrendezett nemzeti válogató. A kilencvenes években a szlovák tévé minden alkalommal a nemzeti döntő nélküli belső kiválasztás mellett döntött.
Az első szlovák nemzeti döntőt 2009-ben rendezték. Összesen ötven előadó részvételével, a döntőt öt elődöntő előzte meg. A tizenhat fős döntőben a szavazás két fordulóból állt. Az első körben a nézők kiválasztották az első három helyezettet, a második körben közülük egy zsűri választotta ki a nyertest. 2010-ben hasonló lebonyolítású, többfordulós nemzeti döntő keretében választották ki indulójukat. 2011-ben és 2012-ben pedig az RTVS belső zsűrije kérte fel az előadókat erre a feladatra.

## Résztvevők
| Év   | Előadó                           | Dal                   | Magyar fordítás               | Döntő                          | Pontszám                       | Elődöntő          | Pontszám          |
| ---- | -------------------------------- | --------------------- | ----------------------------- | ------------------------------ | ------------------------------ | ----------------- | ----------------- |
| 1993 | Elán                             | Amnestia na neveru    | Az amnesztiától a hűtlenségig | Nem jutott ki a dalfesztiválra | Nem jutott ki a dalfesztiválra | Nem volt elődöntő | Nem volt elődöntő |
| 1994 | Martin Ďurinda és Tublatanka     | Nekonečná pieseň      | Végtelen dal                  | 19.                            | 15                             | Nem volt elődöntő | Nem volt elődöntő |
|      |                                  |                       |                               |                                |                                | Nem volt elődöntő | Nem volt elődöntő |
| 1996 | Marcel Palonder                  | Kým nás máš           | Amíg ott vagyunk neked        | 18.                            | 19                             | Nem volt elődöntő | Nem volt elődöntő |
|      |                                  |                       |                               |                                |                                |                   |                   |
| 1998 | Katarína Hasprová                | Modlitba              | Imádság                       | 21.                            | 8                              | Nem volt elődöntő | Nem volt elődöntő |
|      |                                  |                       |                               |                                |                                |                   |                   |
| 2009 | Kamil Mikulčík és Nela Pocisková | Leť tmou              | Szárnyalj a sötétségben       | Nem jutott be a döntőbe        | Nem jutott be a döntőbe        | 18.               | 8                 |
| 2010 | Kristína                         | Horehronie            | Felső-Garammente              | Nem jutott be a döntőbe        | Nem jutott be a döntőbe        | 16.               | 24                |
| 2011 | TWiiNS                           | I’m Still Alive       | Még mindig élek               | Nem jutott be a döntőbe        | Nem jutott be a döntőbe        | 13.               | 48                |
| 2012 | Max Jason Mai                    | Don’t Close Your Eyes | Ne csukd le a szemed!         | Nem jutott be a döntőbe        | Nem jutott be a döntőbe        | 18.               | 22                |
|      |                                  |                       |                               |                                |                                |                   |                   |

## Szavazástörténet

### 1994–2012
| Hely | Ország              | Pont |
| ---- | ------------------- | ---- |
| 1.   | Bosznia-Hercegovina | 23   |
| 2.   | Svédország          | 19   |
| 3.   | Észtország          | 18   |
| 4.   | Málta               | 14   |
| 5.   | Norvégia            | 14   |
| 6.   | Szerbia             | 14   |
| 7.   | Görögország         | 13   |
| 8.   | Azerbajdzsán        | 12   |
| 9.   | Moldova             | 11   |
| 10.  | Belgium             | 10   |

| Hely | Ország              | Pont |
| ---- | ------------------- | ---- |
| 1.   | Ukrajna             | 14   |
| 2.   | Bosznia-Hercegovina | 11   |
| 3.   | Portugália          | 9    |
| 4.   | Málta               | 7    |
| 5.   | Moldova             | 7    |
| 5.   | Azerbajdzsán        | 7    |
| 7.   | Írország            | 6    |
| 8.   | Észtország          | 6    |
| 9.   | Izland              | 5    |
| 10.  | Fehéroroszország    | 4    |

Szlovákia még sosem adott pontot az elődöntőben a következő országoknak: Bulgária, Grúzia, Hollandia, Horvátország, Lettország és Oroszország
Szlovákia még sosem kapott pontot az elődöntőben a következő országtól: Azerbajdzsán, Bulgária, Ciprus, Dánia, az Egyesült Királyság,  Grúzia, Görögország, Hollandia, Horvátország, Lengyelország, Lettország, Litvánia, Magyarország, Németország, Norvégia, Olaszország, Spanyolország és Törökország
| Hely | Ország              | Pont |
| ---- | ------------------- | ---- |
| 1.   | Málta               | 34   |
| 2.   | Észtország          | 30   |
| 3.   | Horvátország        | 27   |
| 4.   | Svédország          | 26   |
| 5.   | Írország            | 25   |
| 6.   | Németország         | 19   |
| 7.   | Bosznia-Hercegovina | 18   |
| 8.   | Görögország         | 18   |
| 9.   | Egyesült Királyság  | 17   |
| 10.  | Ciprus              | 17   |

| Hely | Ország        | Pont |
| ---- | ------------- | ---- |
| 1.   | Málta         | 20   |
| 2.   | Horvátország  | 8    |
| 3.   | Görögország   | 7    |
| 4.   | Lengyelország | 5    |
| 5.   | Spanyolország | 2    |

Szlovákia még sosem adott pontot a döntőben a következő országoknak: Albánia, Finnország, Fehéroroszország, Franciaország, Grúzia, Lettország, Litvánia és Törökország
Szlovákia még sosem kapott pontot a döntőben a következő országoktól: Ausztria, Belgium, Bosznia-Hercegovina, Ciprus, az Egyesült Királyság, Észak-Macedónia, Észtország, Finnország, Franciaország, Hollandia, Írország, Izland, Izrael, Litvánia, Magyarország, Németország, Norvégia, Oroszország, Portugália, Románia, Svédország, Szlovénia és Törökország

## Háttér
| Év        | Rendező    | Kommentátor                                      | Rádiós kommentátor                                                             | Pontbejelentő                                    |
| --------- | ---------- | ------------------------------------------------ | ------------------------------------------------------------------------------ | ------------------------------------------------ |
| 1993      | Millstreet | Alena Heribanová                                 | Nem volt                                                                       | Nem vettek részt                                 |
| 1994      | Dublin     | Martin Sarvaš                                    | Nem volt                                                                       | Juraj Čurný                                      |
| 1995      | Dublin     | Nem vettek részt és nem közvetítették a versenyt | Nem vettek részt és nem közvetítették a versenyt                               | Nem vettek részt és nem közvetítették a versenyt |
| 1996      | Oslo       | Stanislav Ščepán                                 | Nem volt                                                                       | Alena Heribanová                                 |
| 1997      | Dublin     | Juraj Čurný                                      | Nem volt                                                                       | Nem vettek részt                                 |
| 1998      | Birmingham | Rastislav Sokol                                  | Nem volt                                                                       | Alena Heribanová                                 |
| 1999–2008 | 1999–2008  | Nem vettek részt és nem közvetítették a versenyt | Nem vettek részt és nem közvetítették a versenyt                               | Nem vettek részt és nem közvetítették a versenyt |
| 2009      | Moszkva    | Roman Bomboš                                     | Nem volt                                                                       | Ľubomír Bajaník                                  |
| 2010      | Oslo       | Roman Bomboš                                     | Nem volt                                                                       | Ľubomír Bajaník                                  |
| 2011      | Düsseldorf | Roman Bomboš                                     | Roman Bomboš                                                                   | Mária Pietrová                                   |
| 2012      | Baku       | Roman Bomboš                                     | Roman Bomboš (Rádio Slovensko) Daniel Baláž és Pavol Hubinák (Rádio FM)        | Mária Pietrová                                   |
| 2013      | Malmö      | Nem volt közvetítés                              | Daniel Baláž és Pavol Hubinák                                                  | Nem vettek részt                                 |
| 2014      | Koppenhága | Nem volt közvetítés                              | Daniel Baláž, Juraj Kemka és Pavol Hubinák                                     | Nem vettek részt                                 |
| 2015      | Bécs       | Nem volt közvetítés                              | Daniel Baláž, Juraj Kemka és Pavol Hubinák                                     | Nem vettek részt                                 |
| 2016      | Stockholm  | N/A                                              | Daniel Baláž, Juraj Kemka és Pavol Hubinák                                     | Nem vettek részt                                 |
| 2017      | Kijev      | Nem volt közvetítés                              | Daniel Baláž, Juraj Kemka és Pavol Hubinák                                     | Nem vettek részt                                 |
| 2018      | Lisszabon  | Nem volt közvetítés                              | Daniel Baláž, Celeste Buckingham, Ela Tolstová, Juraj Malíček és Pavol Hubinák | Nem vettek részt                                 |
| 2019      | Tel-Aviv   | Nem volt közvetítés                              | Daniel Baláž és Pavol Hubinák                                                  | Nem vettek részt                                 |
| 2021      | Rotterdam  | Nem volt közvetítés                              | Daniel Baláž, Juraj Malíček, Lucia Haverlík és Pavol Hubinák                   | Nem vettek részt                                 |
| 2022      | Torino     | Nem volt közvetítés                              | Nem vettek részt és nem közvetítették a versenyt                               | Nem vettek részt                                 |
| 2023      | Liverpool  | Nem volt közvetítés                              | Daniel Baláž, Juraj Malíček, Lucia Haverlík és Pavol Hubinák                   | Nem vettek részt                                 |
| 2024      | Malmö      | Nem volt közvetítés                              | Daniel Baláž, Juraj Malíček, Lucia Haverlík és Pavol Hubinák                   | Nem vettek részt                                 |
| 2025      | Bázel      | Nem vettek részt és nem közvetítették a versenyt | Nem vettek részt és nem közvetítették a versenyt                               | Nem vettek részt és nem közvetítették a versenyt |

## Galéria

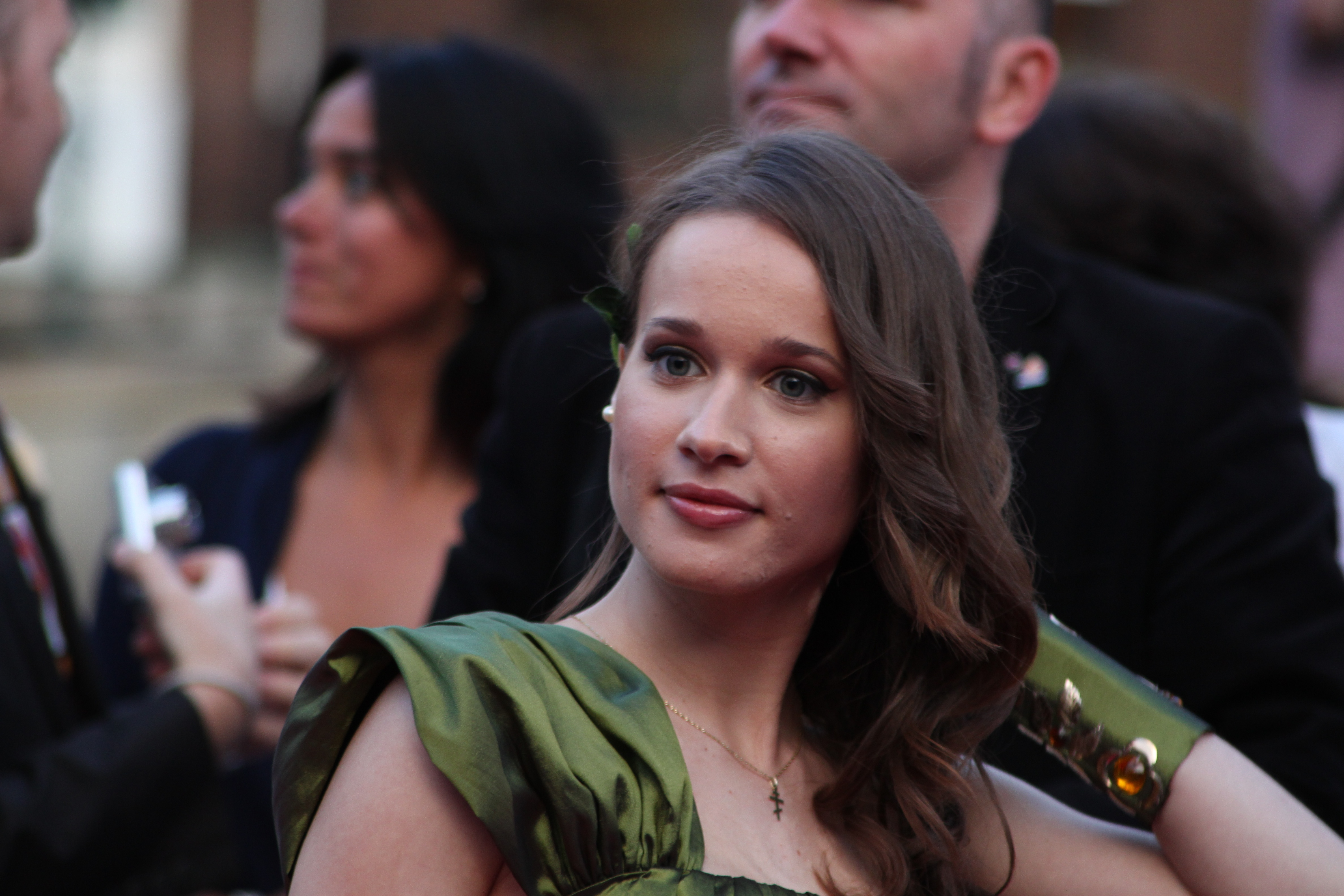
Kristína Oslóban (2010)
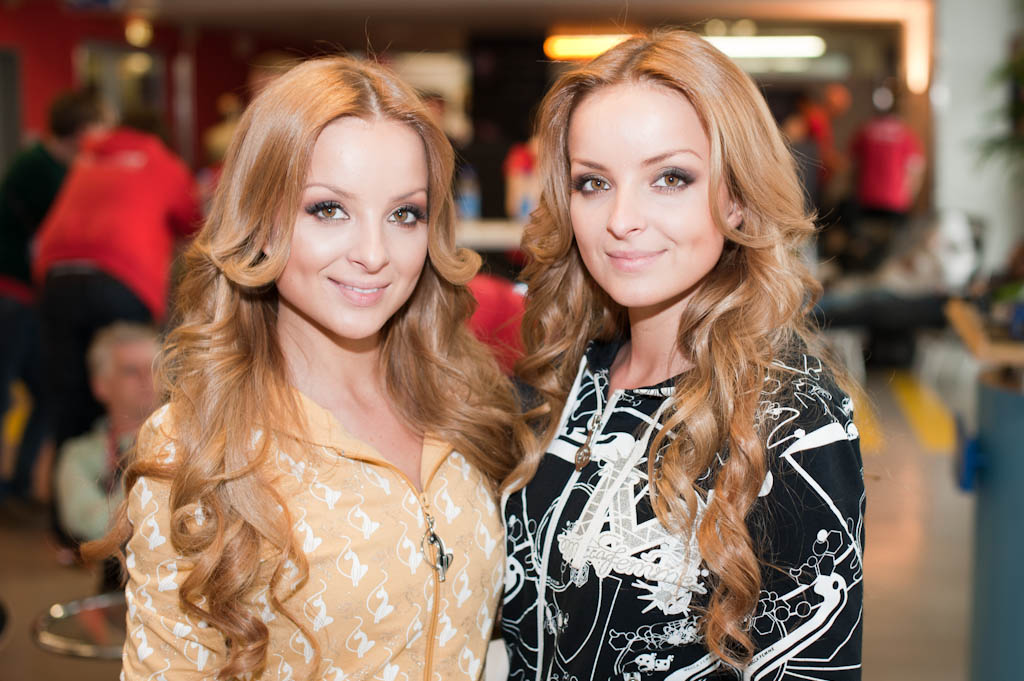
A TWiiNS Düsseldorfban (2011)